# Asteriscium chilense
Asteriscium chilense är en flockblommig växtart som beskrevs av Adelbert von Chamisso och Diederich Franz Leonhard von Schlechtendal. Asteriscium chilense ingår i släktet Asteriscium och familjen flockblommiga växter. Inga underarter finns listade i Catalogue of Life.